# Smältstycken

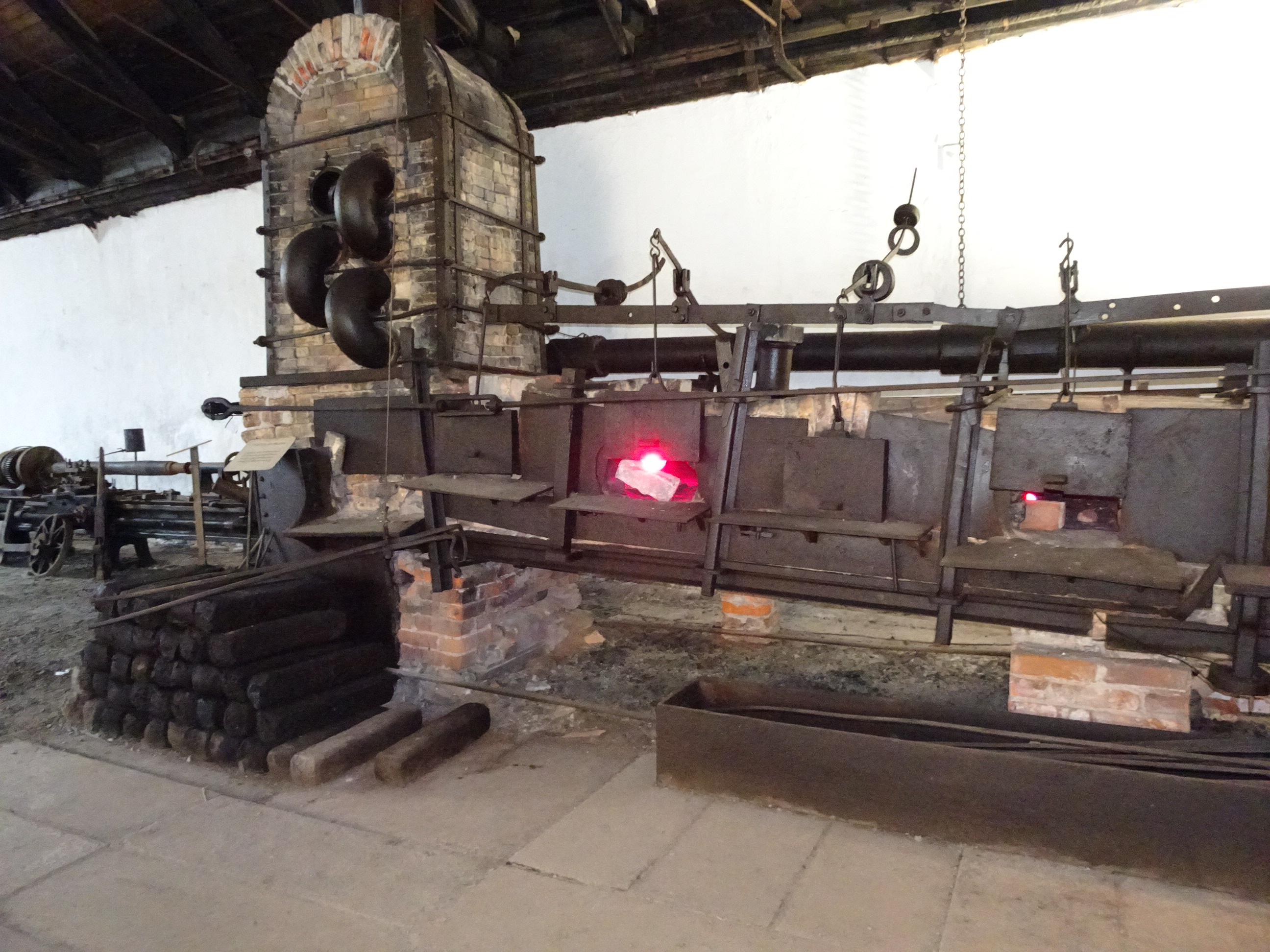
Smältstycken framför vällugnen i Surahammars bruksmuseum.

Smältstycken var en mellanprodukt vid stångjärnstillverkningen. De var resultatet av den inledande färskningen av tackjärnet (som hade till avsikt att reducera kolhalten i järnet) i härden och under smälthammaren. Smältstyckena hettades sedan upp igen och formades till färdiga stänger, antingen genom uträckning under hammare eller genom valsning.
Vid tysksmide användes normalt samma härd för färskning och räckning, vid lancashiresmide och vallonsmide användes oftast olika härdar..